# Prodromus Monographiae Lobeliacearum
Prodromus Monographiae Lobeliacearum, (abreviado Prodr. Monogr. Lobel.), é um livro com ilustrações e descrições botânicas que foi escrito pelo botânico, professor da Boémia; Karel Presl. Foi publicado no ano de 1836.
Mais tarde foi reimpresso com a mesma paginação em Abh. K. Boehm. Ges. Wiss ser. 4. 4: 1-52. 1837.